# Indigènes
Indigènes es una película bélica de 2006 dirigida por Rachid Bouchareb. Ambientada durante la Segunda Guerra Mundial, narra la historia de un grupo de argelinos y marroquíes que se alistan en el ejército francés y han de enfrentarse no solo al enemigo nazi, sino también al racismo y la desigualdad. Está protagonizada por Jamel Debbouze, Samy Nacéri, Roschdy Zem, Bernard Blancan y Sami Bouajila.
El título original hace referencia a los soldados nativos de las colonias, denominados «indigènes». En francés esta palabra tiene connotaciones discriminatorias, pero sin embargo se pensó que fuera de Francia esto no se comprendería en todo su sentido, por lo que la película recibió el título internacional «Days of Glory».
El largometraje se estrenó el 25 de mayo de 2006 en el Festival de Cannes, donde sus principales actores recibieron el premio a la mejor interpretación masculina. Fue candidato al Óscar a la mejor película de habla no inglesa.

## Valoración histórica
La película Days of Glory está inspirada en la Segunda Guerra Mundial, especialmente en los años 1943 y 1944, en la defensa del territorio francés frente a la ocupación alemana. Al inicio del conflicto, tras la invasión de Polonia por las tropas alemanas, los nazis se adueñaron seguidamente con parte de Francia durante mayo y junio de 1940. El gobierno francés de Paul Reinaud dimitió, poniéndose al frente del país el mariscal Pétain se puso al frente. En el 22 de junio de este mismo año, Pétain propuso un armisticio ante el avance de las tropas hitlerianas, a través del cual se entregaba a Alemania dos terceras partes del país y parte del imperio colonial francés. La parte septentrional de Francia estuvo gobernada por Alemania, mientras que la zona meridional del país estuvo bajo la administración de Pétain. En la zona francesa no ocupada se promulgó una nueva Constitución y el gobierno se trasladó a la ciudad de Vichy, donde tomó nombre este periodo por la Francia de Vichy. Más adelante, en noviembre de 1942 se produjo el inicio de la ocupación de la Francia libre. De mientras, Charles de Gaulle, que por aquel entonces era un hombre desconocido, se exilió a Londres desde donde empezó a llamar a la resistencia a los franceses frente a las tropas alemanas. De Gaulle organizó las llamadas Fuerzas Francesas Libres, un ejército que fue incrementándose en número y en importancia gracias las aportaciones de Argelia y Marruecos, las colonias francesas. De Gaulle también ocuparía un puesto en el Comité Francés de Liberación Nacional, creado en la capital argelina y que, en 1944, pasaría a ser el Gobierno Provisional de la República Francesa. Junto a De Gaulle, también se creaba en la Francia de Vichy una resistencia comunista, convencida de luchar contra el nazismo que ocupaba el país. Comunistas y nacionalistas franceses forman el Consejo Nacional de la Resistencia para combatir al régimen nazi en Francia.
Son en estos años de resistencia francesa frente al enemigo nazi donde se recrea la película Days of Glory, y la participación de las tropas de las colonias, los llamados indígenas por los franceses, en la lucha por la liberación de Francia. Las tropas aliadas ayudan a Francia en esta liberación, entrando en los frentes franceses en 1944, justo cuando se alude en el filme a la presencia de los americanos en Alsacia y en el objetivo de los indígenas en defender esta posición clave con la ayuda aliada. 
Con las victorias conseguidas por el ejército francés como por la ayuda americana, pues no hicieron falta las tropas inglesas para acabar con la ocupación alemana, el 25 de agosto de 1944 entró en París la Segunda División Blindada Francesa. Así, se tomó de nuevo la capital francesa y se logró la liberación de Francia ante el régimen nazi. De Gaulle, junto con otros oficiales del Consejo Nacional de Resistencia entraron en París, gracias también a la ayuda de los soldados que partieron de las colonias francesas para defender a Francia. Estos soldados argelinos y marroquíes contribuyeron al cambio de la historia, y esta película es un homenaje ellos.

## Reparto
- Jamel Debbouze: Saïd Otmari
- Samy Nacéri: Yassir
- Roschdy Zem: Messaoud Souni
- Sami Bouajila: Abdelkader
- Bernard Blancan: Sargento Roger Martinez
- Mathieu Simonet: Caporal Leroux
- Assaad Bouab: Larbi, hermano de Yassir
- Aurélie Eltvedt: Irène
- Benoît Giros: capitán Durieux
- Mélanie Laurent: Marguerite
- Thibault de Montalembert: capitán Martin
- Diouc Koma: Touré

## Premios
| Fecha | Premio                       | Categoría                                 | Receptor(es)                                                              | Resultado |
| ----- | ---------------------------- | ----------------------------------------- | ------------------------------------------------------------------------- | --------- |
| 2006  | Festival de Cannes           | Mejor interpretación masculina            | Jamel Debbouze, Samy Nacéri, Roschdy Zem, Bernard Blancan y Sami Bouajila | Ganadores |
| 2006  | Festival de Cine de Chicago  | Hugo de Plata, premio especial del jurado |                                                                           | Ganadora  |
| 2006  | Festival de Cine de Chicago  | Premio del público                        |                                                                           | Ganadora  |
| 2007  | Critics' Choice Movie Awards | Mejor película extranjera                 |                                                                           | Nominada  |
| 2007  | Premios César                | Mejor película                            |                                                                           | Nominada  |
| 2007  | Premios César                | Mejor director                            | Rachid Bouchareb                                                          | Nominado  |
| 2007  | Premios César                | Mejor guion                               | Olivier Lorelle, Rachid Bouchareb                                         | Ganadores |
| 2007  | Premios César                | Mejor fotografía                          | Patrick Blossier                                                          | Nominado  |
| 2007  | Premios César                | Mejor música                              | Armand Amar                                                               | Nominado  |
| 2007  | Premios César                | Mejor montaje                             | Yannick Kergoat                                                           | Nominado  |
| 2007  | Premios César                | Mejor diseño de producción                | Dominique Douret                                                          | Nominado  |
| 2007  | Premios César                | Mejor sonido                              | Olivier Hespel, Olivier Walczak, Franck Rubio, Thomas Gauder              | Nominados |
| 2007  | Premios César                | Mejor diseño de vestuario                 | Michèle Richer                                                            | Nominada  |
| 2007  | Image Awards                 | Mejor película independiente o extranjera |                                                                           | Nominada  |
| 2007  | Premios Óscar                | Mejor película de habla no inglesa        |                                                                           | Nominada  |